# Акрон (Мичиген)
Акрон (енгл. Akron) град је у америчкој савезној држави Мичиген.

## Демографија
По попису из 2010. године број становника је 402, што је 59 (-12,8%) становника мање него 2000. године.
|                   | 2010.        | 2000.        |
| Укупно            | 402 (100,0%) | 461 (100,0%) |
| Белци             | 367 (91,29%) | 426 (92,41%) |
| Хиспаноамериканци | 25 (6,219%)  | 28 (6,074%)  |
| Остали            | 10 (2,488%)  | 7 (1,518%)   |
| Афроамериканци    | 0 (0,000%)   | 0 (0,000%)   |
| Азијати           | 0 (0,000%)   | 0 (0,000%)   |